# James Franco
James Edward Franco (* 19. dubna 1978 Palo Alto, Kalifornie, Spojené státy americké) je americký herec, režisér, scenárista, filmový a televizní producent, malíř a model.
Začal hrát během poloviny devadesátých let, kdy se objevil v krátkém televizním seriálu Freaks and Geeks i v několika teenagerských filmech. Mezinárodní uznání se mu dostalo po ztvárnění rolí jako Harryho Osbourna v trilogii Sama Raimiho Spider-Man, drogového dealera Saula Silvera v Travičce zelené a Arona Ralstona ve filmu 127 hodin. Mezi jeho další známé filmy patří Milk, Ginsbergovské Kvílení, Zrození Planety opic, Tristan a Isolda, Rytíři nebes, Noční rande, Jíst, meditovat, milovat. Byl nominován na tři Zlaté glóby a jeden vyhrál. Obdržel i nominaci na Oscara za hlavní roli ve filmu 127 hodin.
Značné kontroverze vzbudil v roce 2014 jeho snímek Interview, jehož premiéru poznamenaly hackerské útoky, vedené údajně ze KLDR a hrozby útoků na premiérová kina v odvetě za vyobrazení plánovaného atentátu na tamního vůdce Kim Čong-una.

## Život
Narodil se v Palo Alto v Kalifornii. Jeho matka je rusko-židovského původu, zatímco otec portugalsko-švédského.
V roce 2008 byl jmenován novou tváří pánských parfémů od Gucciho. Pokud jde o jeho světskou výchovu, tak Franco v rozhovoru pro The Guardian řekl, že se cítí, „jako kdyby přišel o židovské zkušenosti“, ale řekl, že se nemusí bát, když má židovské přátele. Ve stejném rozhovoru řekl, „že se mu líbí myšlenka náboženství jakožto zdroje komunity“. Na otázku zda je věřící odpověděl: „V Boha? Nevím. Ano. Do určité míry. Je to složitá otázka.“
Pět let chodil s herečkou Marlou Sokoloff, se kterou se setkal při natáčení filmu Ať to stojí, co to stojí. Poté od roku 2006 chodil s herečkou Ahnou O'Reilly. Potvrdil jejich odloučení v rozhovoru pro Playboy v srpnu 2011 a říká, že problémem byl jeho zájem k učení, který se stavil mezi ně.

## Filmografie

### Film
| Rok  | Název                                              | Role                                      |
| ---- | -------------------------------------------------- | ----------------------------------------- |
| 1999 | Nepolíbená                                         | Jason Way                                 |
| 2000 | If Tomorrow Comes                                  | Devin                                     |
| 2000 | Ať to stojí, co to stojí                           | Chris Campbell                            |
| 2001 | Mean People Suck                                   | Casey Mitchell                            |
| 2002 | Sonny                                              | Sonny Phillips                            |
| 2002 | Hodina pravdy                                      | Joey LaMarca                              |
| 2002 | Spider-Man                                         | Harry Osborn                              |
| 2002 | Divoká krev                                        | Tino Verona                               |
| 2003 | Company                                            | Josh Williams                             |
| 2004 | Spider-Man 2                                       | Harry Osborn                              |
| 2005 | The Ape                                            | Harry Walker                              |
| 2005 | 6. Batalion                                        | kapitán Robert Prince                     |
| 2005 | Fool's Gold                                        | Brent                                     |
| 2006 | Tristan a Isolda                                   | princ Tristan                             |
| 2006 | Annapolis                                          | Jake Huard                                |
| 2006 | Rituál                                             | kluk v baru                               |
| 2006 | Rytíři nebes                                       | Blaine Rawlings                           |
| 2006 | Mrtvá dívka                                        | Derek Shepard                             |
| 2006 | Prázdniny                                          | On sám (cameo, neuveden v titulcích)      |
| 2007 | Spider-Man 3                                       | Harry Osborn / New Goblin                 |
| 2007 | Zbouchnutá                                         | On sám (neuveden v titulcích)             |
| 2007 | V údolí Elah                                       | seržant Dan Carnelli                      |
| 2007 | Finishing the Game: The Search for a New Bruce Lee | Dean Silo/"Rob Force"                     |
| 2007 | Americký zločin                                    | Andy Gordon                               |
| 2007 | Interview                                          | přítel na telefonu (hlas)                 |
| 2007 | Good Time Max                                      | Max Verbinski                             |
| 2008 | Travička zelená                                    | Saul Silver                               |
| 2008 | Camille                                            | Silas Parker                              |
| 2008 | Noci v Rodanthe                                    | dr. Mark Flanner (neuveden v titulcích)   |
| 2008 | Milk                                               | Scott Smith                               |
| 2010 | William Vincent                                    | William Vincent                           |
| 2010 | Noční rande                                        | Taste                                     |
| 2010 | Jíst, meditovat, milovat                           | David                                     |
| 2010 | Kvílení                                            | Allen Ginsberg                            |
| 2010 | 127 hodin                                          | Aron Ralston                              |
| 2010 | Láska a nedůvěra                                   | Travis (segment „Grasshopper“)            |
| 2011 | Zelený sršeň                                       | Danny "Crystal" Clear                     |
| 2011 | Princ a pruďas                                     | Fabious                                   |
| 2011 | The Broken Tower                                   | Hart Crane                                |
| 2011 | Sal                                                | Milton Katselas                           |
| 2011 | Zrození Planety opic                               | Will Rodman                               |
| 2012 | Cherry                                             | Francis                                   |
| 2012 | The Iceman                                         | Marty Freeman                             |
| 2012 | C.K. Williams: Tar                                 | C.K. Williams                             |
| 2012 | Spring Breakers                                    | Alien                                     |
| 2012 | Maladies                                           | James                                     |
| 2012 | The Letter                                         | Tyrone                                    |
| 2013 | Interiér. Leather Bar                              | on sám                                    |
| 2013 | Mocný vládce Oz                                    | Oscar Diggs/Oz                            |
| 2013 | Apokalypsa v Hollywoodu                            | James Franco                              |
| 2013 | Lovelace: Pravdivá zpověď královny porna           | Hugh Hefner                               |
| 2013 | As I Lay Dying                                     | Darl Bundren                              |
| 2013 | Boží stvoření                                      | Jerry                                     |
| 2013 | Palo Alto                                          | pan B                                     |
| 2013 | Ten třetí                                          | Rick                                      |
| 2013 | Nevyřízený účet                                    | Gator                                     |
| 2014 | Krvavé peníze                                      | Tom Wright                                |
| 2014 | The Sound of the Fury                              | Benjy Compson                             |
| 2014 | Veronica Marsová                                   | On sám (cameo)                            |
| 2014 | Úsvit planety opic                                 | Will Rodman (cameo, neuveden v titulcích) |
| 2014 | Interview                                          | David Skylark                             |
| 2015 | Don Quixote: The Ingenious Gentleman of La Mancha  | Pasamonte                                 |
| 2015 | Pravdivý příběh                                    | Christian Longo                           |
| 2015 | Yosemite                                           | Phil                                      |
| 2015 | I Am Michael                                       | Michael Glatze                            |
| 2015 | Královna pouště                                    | Henry Cadogon                             |
| 2015 | Vše bude v pořádku                                 | Tomas                                     |
| 2015 | Wild Horses                                        | Ben Briggs                                |
| 2015 | The Adderall Diaries                               | Stephen Elliott                           |
| 2015 | Malý princ                                         | Liška (hlas v anglickém znění)            |
| 2015 | Memoria                                            | pan Wyckoff                               |
| 2015 | Byla to divoká noc                                 | James                                     |
| 2016 | The Labyrinth                                      | vypravěč (hlas)                           |
| 2016 | Zasvěcení                                          | Mitch                                     |
| 2016 | Buchty a klobásy                                   | drogově závislý                           |
| 2016 | The Fixer                                          | Lindsay                                   |
| 2016 | Král Kobra                                         | Joe                                       |
| 2016 | The Caged Pillows                                  | David Del Rosario                         |
| 2016 | In Dubious Battle                                  | Mac McLeod                                |
| 2016 | Proč právě on?                                     | Laird Mayhew                              |
| 2016 | Kill the Czar                                      |                                           |
| 2017 | The Institute                                      | doktor Cairn                              |
| 2017 | Miláček                                            | Rick                                      |
| 2017 | Don't Come Back from the Moon                      | Roman Smalley                             |
| 2017 | Actors Anonymous                                   | Jake Lamont                               |
| 2017 | Vetřelec: Covenant                                 | Jacob Branson                             |
| 2017 | The Heyday of the Intensive Bastards               | Conrad                                    |
| 2017 | Trezor                                             | Ed Maas                                   |
| 2017 | Alien: Covenant - Prologue: Last Supper            | Jacob Branson                             |
| 2017 | The Disaster Artist: Úžasný propadák               | Tommy Wiseau                              |
| 2018 | Future World                                       | Warlord                                   |
| 2018 | Kin                                                | Taylor Balik                              |
| 2018 | Balada o Busterovi Scruggsovi                      | kovboj                                    |
| 2018 | Pretenders                                         | Maxwell                                   |
| 2019 | Zeroville                                          | Vikar                                     |
| 2019 | Sněžná mela                                        | Lemmy (hlas)                              |
| 2019 | Kill the Czar                                      |                                           |
| TBA  | The Long Home                                      | Dallas Hardin                             |

### Televize
| Rok        | Název                                | Role                              | Poznámky                                           |
| ---------- | ------------------------------------ | --------------------------------- | -------------------------------------------------- |
| 1997       | Pacific Blue                         | Brian                             | díl: „Matters of the Heart“                        |
| 1998       | 1973                                 | Greg                              | TV film                                            |
| 1999       | Sloužit a chránit                    | Matt Carr                         | TV film                                            |
| 1999       | Případ pro Sam                       | Stevie                            | díl: „Three Carat Crisis“                          |
| 1999–2000  | Machři a šprti                       | Daniel Desario                    | TV seriál, 18 dílů                                 |
| 2000       | At Any Cost                          | Mike Roberts                      | TV film                                            |
| 2001       | James Dean                           | James Dean                        | TV film                                            |
| 2001       | Akta X                               | úředník                           | díl: „Jistá smrt“                                  |
| 2009–2012  | General Hospital                     | Franco                            | 54 dílů                                            |
| 2010       | Studio 30 Rock                       | sám sebe                          | díl: „Klaus a Greta“                               |
| 2011       | 83. ročník udílení Oscarů            | moderátor                         |                                                    |
| 2012       | FCU: Fact Checkers Unit              | James                             | díl: „James Franco Is Preggers“                    |
| 2012       | Hollywoodské sny                     | Osborne „Oz“ Silver               | 4 díly                                             |
| 2013       | Comedy Central Roast of James Franco | sám sebe                          | TV speciál                                         |
| 2013       | The Mandy Project                    | doktor Paul Leotard               | 2 díly                                             |
| 2014       | Saturday Night Live                  | sám sebe / moderátor              | díl: „James Franco / Nicki Minaj“                  |
| 2014       | Naked and Afraid                     | sám sebe                          | TV speciál                                         |
| 2015       | Deadbeat                             | Johnny Penis                      | díl: „The Polaroid Flasher“                        |
| 2016       | Angie Tribeca                        | seržant Eddie Pepper              | 6 dílů                                             |
| 2016       | 11.22.63                             | Jake Epping                       | 8 dílů, také producent a režisér dílu: „The Truth“ |
| 2016       | Mother, May I Sleep with Danger?     | Režisér hry                       | TV film, také scenárista                           |
| 2017–dosud | The Deuce: Špína Manhattanu          | Vincent Martino / Frankie Martino | také výkonný producent, režisér (2 díly)           |
| 2017       | Saturday Night Live                  | sám sebe / moderátor              | díl: „James Franco / SZA“                          |

### Videohry
| Rok  | Název        | Role         | Poznámky |
| ---- | ------------ | ------------ | -------- |
| 2007 | Spider-Man 3 | Harry Osborn |          |

### Internet
| Rok        | Název                            | Role     | Poznámky |
| ---------- | -------------------------------- | -------- | -------- |
| 2014–dosud | Making a Scene with James Franco | sám sebe |          |

### Divadlo
| Rok  | Název             | Role          | Poznámky         |
| ---- | ----------------- | ------------- | ---------------- |
| 2014 | O myších a lidech | George Milton | Longacre Theatre |

## Ocenění a nominace
| Rok  | Ocenění                                       | Kategorie                                               | Role                                 | Výsledek  |
| ---- | --------------------------------------------- | ------------------------------------------------------- | ------------------------------------ | --------- |
| 2000 | Young Artist Award                            | Nejlepší výkon obsazení televizního seriálu             | Machři a šprti                       | nominace  |
| 2000 | Teen Choice Awards                            | Největší slizák                                         | Ať to stojí, co to stojí             | nominace  |
| 2002 | Critics' Choice Movie Awards                  | Nejlepší herec v televizním filmu                       | James Dean                           | vítězství |
| 2002 | Cena Emmy                                     | Nejlepší herec v minisérii nebo v televizním filmu      | James Dean                           | nominace  |
| 2002 | Zlatý glóbus                                  | Nejlepší mužský herecký výkon v minisérii nebo TV filmu | James Dean                           | vítězství |
| 2002 | Screen Actors Guild Award                     | Nejlepší herec v minisérii nebo televizním filmu        | James Dean                           | nominace  |
| 2007 | Teen Choice Awards                            | Nejlepší souboj                                         | Spider-Man 3                         | nominace  |
| 2008 | Cena Saturn                                   | Nejlepší herec ve vedlejší roli                         | Spider-Man 3                         | nominace  |
| 2008 | Filmové ceny MTV                              | Nejlepší souboj                                         | Spider-Man 3                         | nominace  |
| 2008 | Independent Spirit Awards                     | Nejlepší herec ve vedlejší roli                         | Milk                                 | vítězství |
| 2008 | Satellite Award                               | Nejlepší herec ve vedlejší roli                         | Milk                                 | nominace  |
| 2008 | Awards Circuit Community Awards               | Nejlepší obsazení                                       | Milk                                 | nominace  |
| 2008 | Awards Circuit Community Awards               | Nejlepší herec ve vedlejší roli                         | Milk                                 | nominace  |
| 2009 | Critics' Choice Movie Awards                  | Nejlepší herec ve vedlejší roli                         | Milk                                 | nominace  |
| 2009 | Critics' Choice Movie Awards                  | Nejlepší obsazení                                       | Milk                                 | vítězství |
| 2009 | Screen Actors Guild Award                     | Nejlepší obsazení                                       | Milk                                 | nominace  |
| 2009 | Filmové ceny MTV                              | Nejlepší polibek                                        | Milk                                 | nominace  |
| 2009 | Filmové ceny MTV                              | Nejlepší souboj                                         | Travička zelená                      | nominace  |
| 2009 | Filmové ceny MTV                              | Nejlepší komediální výkon                               | Travička zelená                      | nominace  |
| 2009 | Zlatý glóbus                                  | Nejlepší mužský herecký výkon (komedie / muzikál)       | Travička zelená                      | nominace  |
| 2010 | Teen Choice Awards                            | Nejlepší herec ve sci-fi nebo fantasy                   | Mocný vládce Oz                      | nominace  |
| 2010 | Independent Spirit Awards                     | Nejlepší herec v hlavní roli                            | 127 hodin                            | vítězství |
| 2010 | Satellite Award                               | Nejlepší herec v dramatickém filmu                      | 127 hodin                            | nominace  |
| 2010 | Alliance of Women Film Journalists            | Nejlepší herec                                          | 127 hodin                            | nominace  |
| 2010 | Alliance of Women Film Journalists            | Nejstatečnější výkon                                    | 127 hodin                            | nominace  |
| 2010 | Alliance of Women Film Journalists            | Nezapomenutelný okamžik                                 | 127 hodin                            | nominace  |
| 2010 | Chicago Film Critics Association              | Nejlepší herec                                          | 127 hodin                            | nominace  |
| 2011 | Oscar                                         | Nejlepší mužský herecký výkon v hlavní roli             | 127 hodin                            | nominace  |
| 2011 | Filmová cena Britské akademie                 | Nejlepší herec                                          | 127 hodin                            | nominace  |
| 2011 | Critics' Choice Movie Awards                  | Nejlepší herec                                          | 127 hodin                            | nominace  |
| 2011 | Empire Awards                                 | Nejlepší herec                                          | 127 hodin                            | nominace  |
| 2011 | Zlatý glóbus                                  | Nejlepší mužský herecký výkon (drama)                   | 127 hodin                            | nominace  |
| 2011 | Filmové ceny MTV                              | Překvapivý moment                                       | 127 hodin                            | nominace  |
| 2011 | Screen Actors Guild Award                     | Nejlepší herec v hlavní roli                            | 127 hodin                            | nominace  |
| 2011 | Central Ohio Film Critics                     | Nejlepší herec                                          | 127 hodin                            | vítězství |
| 2011 | Central Ohio Film Critics                     | Herec roku                                              | 127 hodin                            | vítězství |
| 2012 | Rembrandt Awards                              | Nejlepší mezinárodní herec                              | 127 hodin                            | nominace  |
| 2013 | Cinema Eye Honors                             | Cena Heterodox pro režiséra                             | Interiér. Leather Bar                | nominace  |
| 2013 | Benátský filmový festival                     | Zlatý lev (jako scenárista a režisér)                   | Boží stvoření                        | nominace  |
| 2013 | New York Film Festival                        | Nejlepší film (jako scenárista a režisér)               | Boží stvoření                        | nominace  |
| 2013 | Filmový festival v Cannes                     | Cena Un certain regard                                  | As I Lay Dying                       | nominace  |
| 2013 | Chicago Film Critics Association              | Nejlepší herec ve vedlejší roli                         | Spring Breakers                      | nominace  |
| 2013 | Golden Shmoe Awards                           | Nejlepší herec ve vedlejší roli                         | Spring Breakers                      | nominace  |
| 2014 | Central Ohio Film Critics                     | Nejlepší herec ve vedlejší roli                         | Spring Breakers                      | vítězství |
| 2014 | International Online Cinema Awards            | Nejlepší herec ve vedlejší roli                         | Spring Breakers                      | vítězství |
| 2014 | National Society of Film Critics              | Nejlepší herec ve vedlejší roli                         | Spring Breakers                      | vítězství |
| 2014 | People's Choice Awards                        | Nejlepší komediální herec                               | Spring Breakers                      | nominace  |
| 2014 | Filmové ceny MTV                              | Nejlepší polibek                                        | Spring Breakers                      | nominace  |
| 2014 | Filmové ceny MTV                              | Nejlepší souboj                                         | Apokalypsa v Hollywoodu              | nominace  |
| 2014 | Young Hollywood Awards                        | Nejlepší parťáci (se Sethem Rogenem)                    | Interview                            | nominace  |
| 2014 | Women Film Critics Circle                     | Nejlepší herec v komedii (se Sethem Rogenem)            | Interview                            | vítězství |
| 2015 | Filmové ceny MTV                              | Nejlepší polibek                                        | Interview                            | nominace  |
| 2015 | Filmové ceny MTV                              | Nejlepší dvojice                                        | Interview                            | nominace  |
| 2015 | Cena Grammy                                   | Nejlepší mluvené album                                  | Actors Anonymous                     | nominace  |
| 2015 | FilmOut San Diego                             | Nejlepší herec                                          | I Am Michael                         | vítězství |
| 2015 | Streamy Awards                                | Nejlepší herec                                          | Making a Scene with James Franco     | nominace  |
| 2015 | Teen Choice Awards                            | Nejlepší herec v dramatickém filmu                      | Pravdivý příběh                      | nominace  |
| 2016 | Cena Emmy                                     | Nejlepší krátkometrážní seriál                          | Making a Scene                       | nominace  |
| 2017 | Chicago Film Critics Association              | Nejlepší herec v hlavní roli                            | The Disaster Artist: Úžasný propadák | nominace  |
| 2017 | Houston Film Critics Society                  | Nejlepší herec v hlavní roli                            | The Disaster Artist: Úžasný propadák | vítězství |
| 2017 | Detroit Film Critics Society                  | Nejlepší herec v hlavní roli                            | The Disaster Artist: Úžasný propadák | vítězství |
| 2017 | Los Angeles Film Critics Association          | Nejlepší herec v hlavní roli                            | The Disaster Artist: Úžasný propadák | 2. místo  |
| 2017 | Online Film Critics Society                   | Nejlepší herec v hlavní roli                            | The Disaster Artist: Úžasný propadák | nominace  |
| 2017 | San Francisco Film Critics Circle             | Nejlepší herec v hlavní roli                            | The Disaster Artist: Úžasný propadák | nominace  |
| 2017 | St. Louis Film Critics Association            | Nejlepší herec v hlavní roli                            | The Disaster Artist: Úžasný propadák | nominace  |
| 2017 | Gotham Independent Film Awards                | Nejlepší herec v hlavní roli                            | The Disaster Artist: Úžasný propadák | vítězství |
| 2017 | Mezinárodní filmový festival v San Sebastián  | Zlatá mušce                                             | The Disaster Artist: Úžasný propadák | vítězství |
| 2017 | Washington D.C. Area Film Critics Association | Nejlepší herec v hlavní roli                            | The Disaster Artist: Úžasný propadák | nominace  |
| 2017 | Dallas-Fort Worth Film Critics Association    | Nejlepší herec v hlavní roli                            | The Disaster Artist: Úžasný propadák | nominace  |
| 2018 | Zlatý glóbus                                  | Nejlepší herec: muzikál/komedie                         | The Disaster Artist: Úžasný propadák | vítězství |
| 2018 | Screen Actors Guild Awards                    | Nejlepší herec v hlavní roli                            | The Disaster Artist: Úžasný propadák | nominace  |
| 2018 | Satellite Awards                              | Nejlepší herec v hlavní roli                            | The Disaster Artist: Úžasný propadák | nominace  |
| 2018 | Independent Spirit Awards                     | Nejlepší herec v hlavní roli                            | The Disaster Artist: Úžasný propadák | nominace  |
| 2018 | Critics' Choice Movie Awards                  | Nejlepší herec v hlavní roli                            | The Disaster Artist: Úžasný propadák | nominace  |
| 2018 | Critics' Choice Movie Awards                  | Nejlepší herec: komedie                                 | The Disaster Artist: Úžasný propadák | vítězství |